# ドラゴス・セル
ドラゴス・セル（Dragoș Ser、1999年3月4日 - ）は、スーペルリーガ、SCMラグビー・ティミショアラに所属するラグビーユニオン選手。

## プロフィール
- ルーマニア・コスティネシュティ出身[1]。
- ポジションはフランカー(FL)、ナンバーエイト(No.8)。
- 身長 192cm、体重 115kg
- U20ルーマニア代表に選ばれたことがある。
- ルーマニア代表キャップは23（2024年12月現在）でラグビーワールドカップ2023のルーマニア代表に選ばれた[2]。

## 略歴
CSMブカレストを経て、2019年、SCMラグビー・ティミショアラに加入。